# Bajo-Nunatak
Der Bajo-Nunatak (von spanisch bajo ‚niedrig‘) ist ein 210 m hoher Nunatak im Südwesten von Robert Island im Archipel der Südlichen Shetlandinseln. Er ragt oberhalb des Zahari Point am Nordwestufer der Micalvi Cove auf.
Wissenschaftler der 3. (1948–1949) und 4. Chilenischen Antarktisexpedition (1949–1950) kartierten ihn im Zuge von Vermessungen der English Strait. Seine Benennung ist seit 1963 etabliert.